# Julian Semjonowitsch Semjonow

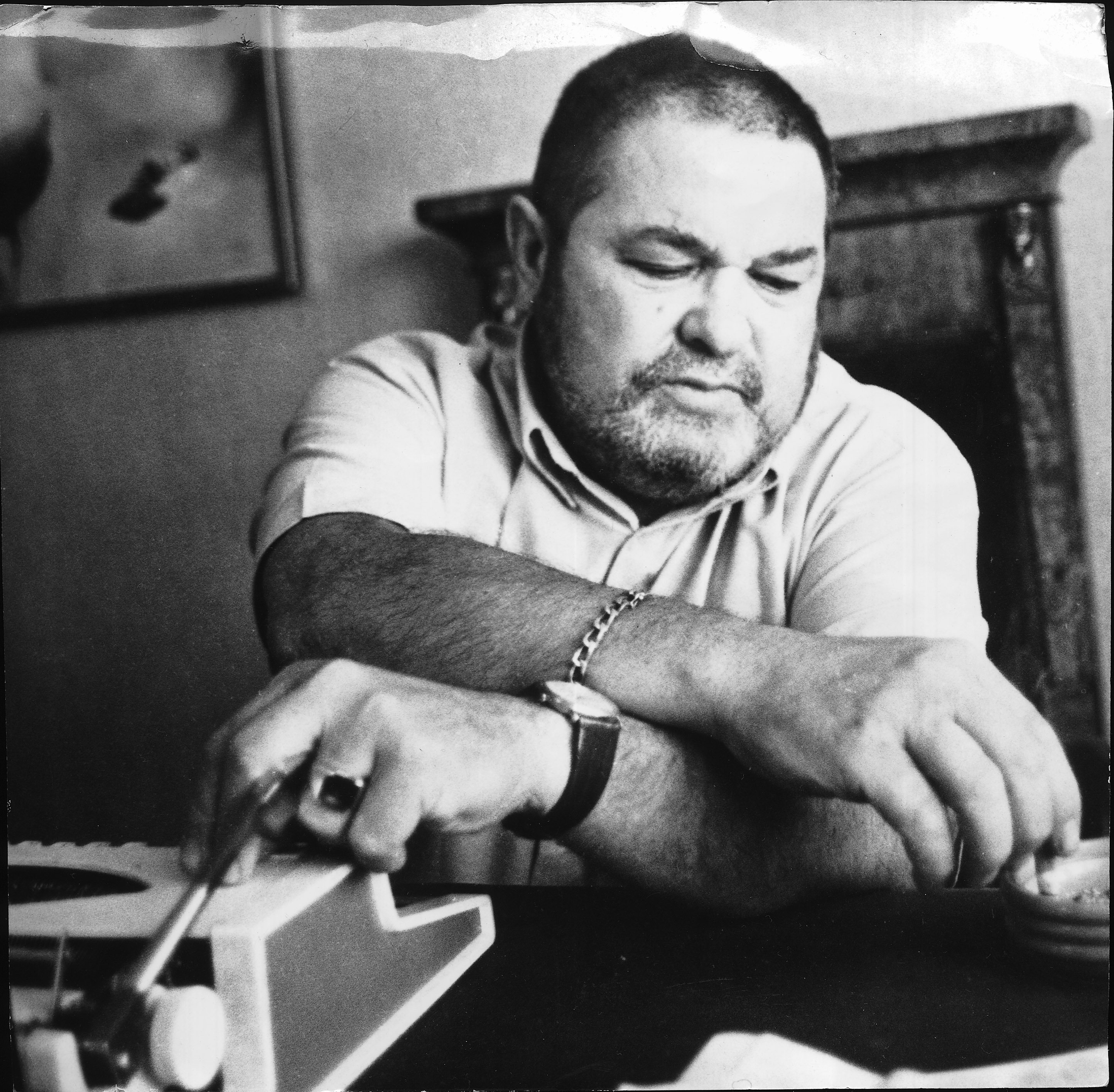

Julian Semjonowitsch Semjonow (russisch Юлиан Семёнович Семёнов, eigentlich Julian Semjonowitsch Ljandres (Юлиан Семёнович Ляндрес); * 8. Oktober 1931 in Moskau, Sowjetunion; † 5. September 1993 ebenda) war ein sowjetischer Schriftsteller und Drehbuchautor.

## Leben
Semjonow, Sohn des Journalisten Semjon Ljandres, studierte Orientalistik in Moskau und unterrichtete danach 1954 Paschtu an der Moskauer Lomonossow-Universität. Ab 1955 arbeitete er als Journalist, vor allem als Korrespondent der Zeitschrift Ogonjok unter Chefredakteur Anatoli Sofronow. Von 1962 bis 1967 gehörte er dem Redaktionskollegium der Zeitschrift Moskwa an. Ab Ende der 1950er Jahre trat er zudem als Autor von Kriminalromanen und Abenteuererzählungen hervor.
Besonders populär wurde sein ab 1966 veröffentlichter Zyklus von Romanen über den fiktiven sowjetischen Spion Maxim Isajew, der als SS-Standartenführer Max Otto von Stierlitz (Штирлиц) in Europa zur Zeit des Zweiten Weltkriegs agierte. Zu diesem Zyklus gehören unter anderem die Romane Parole nicht nötig (Пароль не нужен, 1966, verfilmt 1967 von Boris Grigorjew), Dynamit unter der Stadt (Майор Вихрь, 1967, von Regisseur Jewgeni Taschkow 1968 verfilmt), Siebzehn Augenblicke des Frühlings (Семнадцать мгновений весны, 1969, von Regisseurin Tatjana Liosnowa 1973 als gleichnamige Fernsehserie verfilmt), Brillanten für die Diktatur des Proletariats (Бриллианты для диктатуры пролетариата, 1971, verfilmt 1975 von Grigori Kromanow), Eine Bombe für den Vorsitzenden (Бомба для председателя, 1971) sowie Die Alternative (Альтернатива, 1974–78). Semjonow schrieb auch die Drehbücher zu den Verfilmungen.
Ab 1977 veröffentlichte Semjonow die vierbändige Romanchronik Die Glut (Горение) über den Tscheka-Gründer Felix Dserschinski.
Die Gesamtauflage seiner Romane belief sich bereits 1983 auf über 12 Millionen verkaufte Exemplare.

## Ehrungen
Semjonow wurde am 15. September 1982 zum Verdienten Kunstschaffenden der RSFSR ernannt, zwei Jahre später erhielt er den Orden der Oktoberrevolution. Des Weiteren war Semjonow Träger des Ordens der Völkerfreundschaft und des KGB-Preises im Bereich Kunst.

## Weitere Werke (Auswahl)
- 1963: Auftrag: Mord (Петровка, 38, DDR-Ausgabe 1965; Titel der BRD-Ausgabe 1967: Petrowka 38)
- 1979: TASS ist ermächtigt… («ТАСС уполномочен заявить …», DDR-Ausgabe 1982; Titel der BRD-Ausgabe 1985: Die Würfel fallen in Moskau)
- 1989: Moskau: Streng geheim. Droemer Knaur, München, ISBN 978-3-426-02068-5
- 1991: Der Fall Gorenkov. Droemer Knaur, München, ISBN 978-3-426-03187-2

## Filmografie (Auswahl)
- 1965: Chaussee zum großen Himmelswagen (Fernsehfilm)
- 1967: Parole unnötig (Parol ne nuschen)
- 1972: Solaris (Soljaris) – Darsteller
- 1973: Siebzehn Augenblicke des Frühlings (Semnadzat mgnoweni besny) (Fernsehfilmreihe)
- 1975: Brillanten für die Diktatur des Proletariats (Brillianty dlja diktatury proletariata)
- 1976: Leben und Tod des Ferdinand Luce (Schisn i smert Ferdinanda Ljusa) (Fernsehfilmreihe)
- 1979: Besondere Kennzeichen: Keine (Osobych primet net)
- 1980: Polizeistation Petrowka 38 (Petrowka, 38)